# يوليا بيريوكوفا
يوليا سيرجيفا بيريوكوفا (الروسية: Юлия Сергеевна Бирюкова ؛ مواليد 17 مارس 1985) هي لاعبة مبارزة روسية، حصلت على الميدالية الفضية في بطولة العالم والأوروبية في عام 2009. فازت بميدالية برونزية في بطولة العالم 2013. في عام 2014 ، حصلت على الميدالية الفضية في بطولة العالم ، وفازت بالميداليات الفضية والبرونزية في بطولة أوروبا. في عام 2015 حصلت على الميدالية الفضية في بطولة العالم والأوروبية.

## نشأتها
ولدت يوليا بيريوكوفا عام 1985 في كورتشاتوف. بدأت المبارزة في سن السادسة.